# Équipe d'Italie féminine de hockey sur glace
Cet article traite de l'équipe féminine. Pour l'équipe masculine, voir Équipe d'Italie de hockey sur glace.
L'équipe d'Italie féminine de hockey sur glace est la sélection nationale de l'Italie regroupant les meilleures joueuses de hockey sur glace italiennes lors des compétitions internationales. L'équipe est sous la tutelle de la Federazione Italiana del Sport Ghiaccio. L'Italie est classée 16e sur 42 équipes au classement IIHF 2021 .

## Résultats

### Jeux olympiques
- 1998-2002 — Ne participe pas
- 2006 — Qualification d’office (pays hôte) - Huitième
- 2010 — Non qualifié
- 2014 — Non qualifié
- 2018 — Non qualifié
- 2022 —  Non qualifié

### Championnats du monde
- 1990-1997 — Ne participe pas
- 1999 — Premier des qualifications pour le Groupe B
- 2000 — Seizième (8e du Groupe B)
- 2001 — Dix-neuvième (2e des qualifications pour la Division I)
- 2003 — Dix-huitième (4e de Division II)
- 2004 — Dix-septième (2e de Division II)
- 2005 — Seizième (2e de Division II)
- 2007 — Dix-septième (2e de Division II)
- 2008 — Dix-neuvième (4e de Division II)
- 2009 — Dix-neuvième (4e de Division II)
- 2011 — Dix-huitième (4e de Division II)
- 2012 — Vingtième (6e de Division IB)
- 2013 — Vingt-deuxième (2e de Division IIA)
- 2014 — Vingt-et-unième (1er de Division IIA)
- 2015 — Dix-neuvième (5e de Division IB)
- 2016 — Dix-huitième (4e de Division IB)
- 2017 — Dix-neuvième (5e de Division IB)
- 2018 — Quinzième (1re de Division IB)
- 2019 — Seizième (6e de Division IA)
- 2020 — Pas de compétition en raison de la pandémie de coronavirus[3]
- 2021 — Pas de compétition en raison de la pandémie de coronavirus [4].
- 2022 — Dix-huitième (3e de Division IB)

Note :  Promue ;  Reléguée

### Classement mondial
| Année | Rang | Points | Progression |
| ----- | ---- | ------ | ----------- |
| 2003  | 18   | 585    | -           |
| 2004  | 17   | 1 385  | +1          |
| 2005  | 17   | 1 610  | ±0          |
| 2006  | 11   | 2 015  | +6          |
| 2007  | 14   | 2 160  | -3          |
| 2008  | 15   | 2 065  | -1          |
| 2009  | 16   | 1 980  | -1          |
| 2010  | 17   | 1 950  | -1          |
| 2011  | 17   | 1 950  | ±0          |
| 2012  | 18   | 1 915  | -1          |

| Année      | Rang | Points | Progression |
| ---------- | ---- | ------ | ----------- |
| 2013       | 19   | 1 845  | -1          |
| Fév. 2014  | 20   | 1 890  | -1          |
| Avril 2014 | 20   | 2 610  | ±0          |
| 2015       | 20   | 2 435  | ±0          |
| 2016       | 20   | 2 285  | ±0          |
| 2017       | 19   | 2 105  | +1          |
| Fév. 2018  | 18   | 2 745  | +1          |
| Avril 2018 | 17   | 2 830  | +1          |
| 2019       | 17   | 2 655  | ±0          |
| 2020       | 17   | 2 445  | ±0          |
| 2021       | 16   | 2 250  | +1          |

## Équipe moins de 18 ans

### Championnat du monde moins de 18 ans
- 2008-2011 - Ne participe pas
- 2012 — 4e de la Qualification pour la Division I
- 2013 — 4e de la Qualification pour la Division I
- 2014 — 4e de la Qualification pour la Division I
- 2015 — 2e de la Qualification pour la Division I
- 2016 — 2e de la Qualification pour la Division I [23]
- 2017 — 1re de la Division IB
- 2018 — 3e de la Division IA
- 2019 — 4e de Division IA
- 2020 — 5e de Division IA
- 2021 — Pas de compétition en raison de la pandémie de coronavirus